# Exonucleasa
Una exonucleasa és una mena d'enzim que té la funció de tallar nucleòtids d'una cadena de polinucleòtids en l'extrem terminal o exo. Aquesta escissió és una hidròlisi de l'enllaç fosfodièster entre els dos nucleòtids, i pot ser a l'extrem 5' (realitzat per l'exonucleasa RecJ), a l'extrem 3' (ho poden fer les exonucleases I i VI, entre d'altres) o a ambdós (ho duu a terme l'exonucleasa VII).
L'activitat de l'exonucleasa està estretament relacionada amb la de l'endonucleasa, perquè aquesta hidrolitza enllaços a la part interior de la cadena.

## Història
Lehman IR va descobrir la primera exonucleasa l'exonucleasa I l'any 1971 en Escheríchia coli (E. coli), un tipus de bacteri. Aquesta, concretament, és una de les principals espècies de bacteris que viuen a la part més baixa dels intestins, que són necessaris per a la correcta digestió dels aliments.
Més endavant, després del descobriment de la primera exonucleasa, es van anar trobant altres tipus d'exonucleases de diferents característiques. A mesura que es van anar descobrint es van identificar amb nombres, des de l'exonucleasa I fins a la número VIII.
Aquestes exonucleases van ser descobertes per diferents mitjans i /o processos. A principis de la dècada dels 60 es va començar a purificar aquestes exonucleases per poder ser classificades per les seves propietats, a més de realitzar-se diferents estudis per poder classificar-les depenent de la seva funció, propietat i activitat. Algunes d'aquestes activitats estaven relacionades amb el nucli cel·lular i d'altres van ser inicialment identificades per a la seva funció gènica, com per exemple en rutes biològiques específiques que posteriorment es van descobrir com a exonucleases.
Els estudis realitzats amb aquest enzim van revelar o arribar a la conclusió que l'exonucleasa és essencial per a l'activitat enzimàtica del nostre cos.
Probablement hi hagi altres exonucleases en diferents bacteris que encara es desconeixen en l'actualitat.

## Descobriments
Actualment hi ha hagut dos descobriments relacionats amb els enzims exonucleases, un amb els humans i un altre amb els llevats.

### Descobriments humans
La endonucleasa de tipus humà és essencial per al processament correcte de la pre-ARNm de la histona, en la qual el SNRNP de l'U7 dirigeix el procés d'escissió simple. Després de l'eliminació del producte de divisió descendent (DCP), l'exonucleasa de 5 'a 3' segueix produint encara més el producte fins que es degradi completament. Això permet reciclar els nucleòtids. L'exonucleasa de 5 'a 3' està relacionada amb una activitat d'escletxa co-transcripcional (CoTC) que actua com a precursor per desenvolupar un extrem lliure de 5 'sense protecció, de manera que l'exonucleasa pot eliminar i degradar el producte de divisió descendent (DCP). Això inicia la terminació transcripcional, ja que no vol que les xarxes d'ADN o ARN es desenvolupin en els seus cossos.

### Descobriments en llevats
El CCR4-NOT és un complex regulador general de la transcripció en el llevat que es troba associat amb el metabolisme del mRNA, l'inici de la transcripció i la biodegradació de l'ARNm. S'ha trobat que el CCR4 conté ARN i ADN monocatenari de 3' a 5 'activitats d'exonucleasa. Un altre component associat al complex CCR4 és la proteïna CAF1, que s'ha trobat que conté dominis d'exonucleasa de 3' a 5' o de 5' a 3' graus del ratolí i Caenorhabditis elegans. Aquesta proteïna no s'ha trobat en els llevats, el que suggereix que és probable que tingui un domini d'exonucleasa anormal com el que es veu en un metazou. El llevat conté l'exonucleasa Rat1 i Xrn1. El Rat1 funciona igual que el tipus humà (Xrn2) i la funció Xrn1 en el citoplasma està en la direcció 5 'a 3' per degradar RNAs (rARNs pre-5.8s i 25s) en absència de Rat1.

## Tipus d'exonucleases
Les exonucleases no actuen en ADN circular, sigui mono o bicatenari, però requereixen l'existència de cadenes. Alguns d'aquests enzims utilitzen l'extrem 3’ i d'altres el 5’ de les cadenes; no obstant, algunes exonucleases no poden actuar a cap de les dues parts terminals. S'ha trobat exonucleases sensibles a la presència o absència de grups fosfomonoèster a extrems, i d'altres que no ho són.
La classificació d'aquestes nucleases està basada en la seva acció en substrats radioactivament senyalats amb diferents marcadors als extrems de les dites cadenes. Tot i això, l'enllaç d'una exonucleasa no es pot limitar a la part terminal de la cadena.

### Exonucleases 3’→ 5’

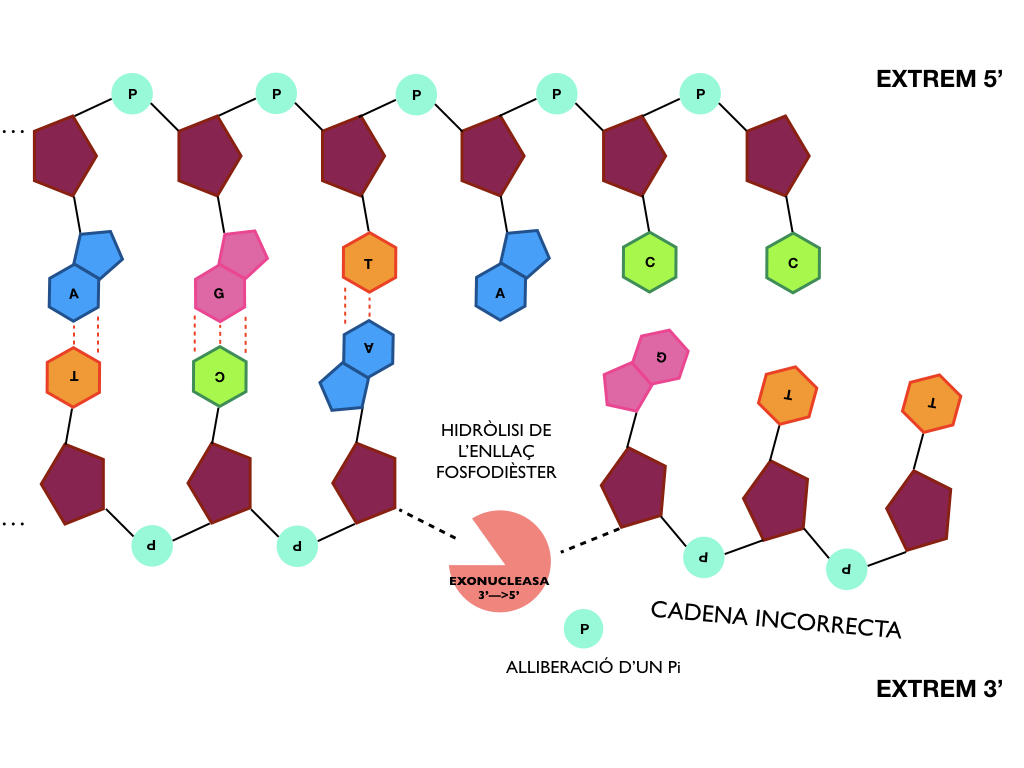
Esquema de la funció de l'exonucleasa 3'→5'

Les exonucleases 3’→5’ són abundants en tota mena de cèl·lules, i com indica el seu nom, actuen des de l'extrem 3'. Són distingides segons la seva preferència per ADN d'una sola cadena o de cadena doble i per la producció d'oligosacàrids.
Tenen l'acció de modificar i donar forma a un primer (o cebador) terminal per la síntesi de l'ADN.

#### Exonucleasa I
E. coli exonucleasa I, un polipèptid de 55 kDa, és un producte del gen que suprimeix mutacions del tipus recBC. És un tipus d'exonucleasa altament específica per ssDNA, degradant des de l'extrem 3’.
Els resultats de l'acció d'exonucleasa I són mononucleòtids, exceptuant el residu terminal 5’-dinucleòtid.
Elimina ràpidament el nucleòtid terminal de la monocadena sintètica dT260[3H]dT, no obstant actua lentament, d'existir possibilitat, quan aquest polímer està completament unit a dA400.
Una interacció d'exo I amb E. coli SSB estimula la hidròlisi de ssDNA, semblant l'acció d'exonucleasa a T4 DNA polimerasa amb gp32.

#### Exonucleasa III
Aquest tipus d'exonucleasa de 28-kDa, tot i ser d'una mida modesta, és un enzim que presenta diverses característiques catalítiques distintives.
Les activitats hidrolítiques d'exonucleasa III suggereixen que l'enzim té com a mínim tres llocs d'unió discrets en el seu centre actiu. Un lloc d'unió reconeix un parell de bases locus en dúplex (doble cadena), el segon reconeix l'enllaç 3-P’ en aquell locus, i el tercer lloc d'unió requereix l'absència d'un parell de bases en la regió adjacent al grup 3’-P.
Per tant, la funció d'exonucleasa III és adequada per a un terminal 3’-P, naturalment desgastat o que es trobi poc comès.
L'enzim és 3’- fosfatasa quan la unió 3’-P en un parell de bases terminal; parlem d'endonucleasa quan l'espai creat per la pèrdua d'una base imita el final d'una cadena.
Exo III prefereix escindir la cadena d'ARN d'un dúplex (de doble cadena) híbrid d'ARN-ADN.
La hidròlisi d'ADN bicatenari per Exo III|l'exo III passa a un límit del 50%, ja que en aquest punt no hi ha ADN de doble cadena. Si es bloqueja una cadena de 3 ' a l'acció exo III, l'altra cadena es pot degradar per complet, deixant intacta la presa amb el final bloquejat.
Els mutants exo III (xthA), com els mutants exo I, no mostren una deficiència fisiològica significativa en un fons genètic de tipus salvatge, a part d'una sensibilitat elevada a H₂O₂. Les propietats d'aquestes i altres exonucleases 3'→ 5' suggereixen que les seves accions poden ser complementàries en alguns casos, redundants en altres.

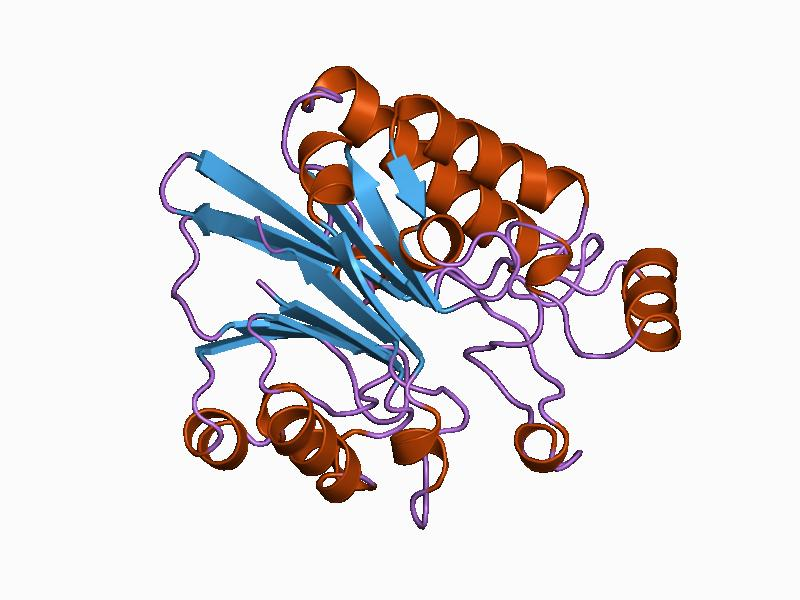
Exonucleasa III

#### Exonucleasa T
L'exonucleasa T o RNasa-T s'uneix específicament a l'extrem 3’ de cadenes simples d'ARN o ADN. Actuen en direcció 3’→5’ reparant ADN o processant ARN durant la seva maduració. També estan implicades en els mecanismes de reparació dels defectes produïts per la radiació ultraviolada.

#### Exonucleases 3’→5’ eucariotes
A diferència de les DNAses que es troben a E. coli, enzims comparables de fongs de mamífers i altres fonts eucariòtiques, són menys coneguts a causa del menor nombre d'estudis sobre la seva implicació en la replicació, la reparació i la recombinació i la poca informació genètica reconeguda sobre ells.
Entre les activitats d'exonucleasa 3'→ 5', les que estan associades a la funció de correcció d'algunes ADN polimerases són més conegudes. La fosfodiesterasa venosa de serps, com a reactiu, actua tant en ADN com en ARN i, com una fosfatasa, en NDPs i NTPs.

### Exonucleases 5′→ 3′
Aquest tipus d'exonucleases actuen des de l'extrem 5'. Majoritàriament, generen com a productes oligonucleòtids, fet que indica que normalment escindeixen els extrems 5' de les cadenes que han estat aberrades per encebadors (primers) d'ARN o per una lesió de l'ADN.

#### Exonucleasa λ
Són codificades pel fag lambda i s'uneixen a l'extrem 5’ lliure d'una doble cadena d'ADN alliberant, aproximadament, uns 3.000 5’-mononucleòtids a una velocitat de 12/segons. L'ADN monocaterani resultant, és utilitzat com a substrat per a l'aparellament dels enzims que promouen la recombinació homòloga.

#### RecJ Exonucleasa
Degrada específicament ADN monocatenari i la seva activitat depèn del Mg+2. Participa en la recombinació homòloga i en la reparació de desaparellaments de bases en l'ADN. Hidrolitza amb facilitat l'extrem 5’, és per aquest motiu, que actua en direcció 5’→3'.

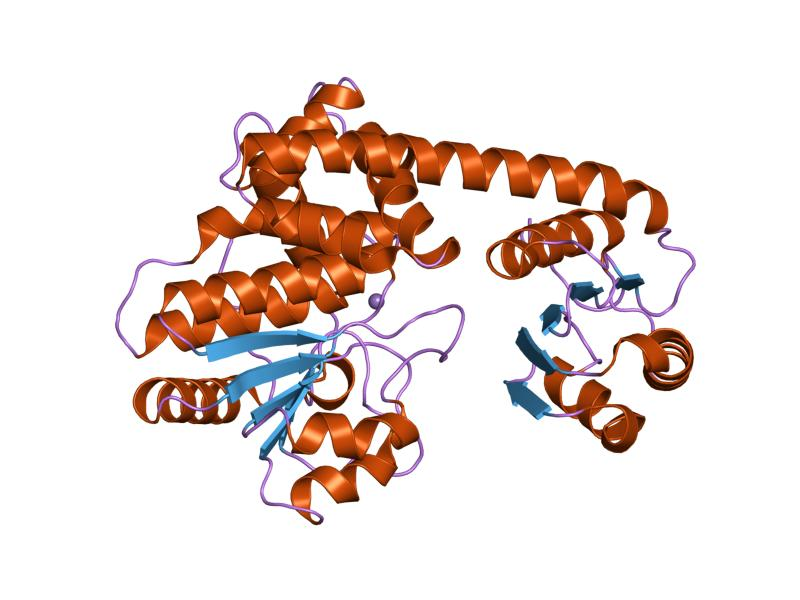
RecJ Exonucleasa

#### Exonucleasa VIII
L'exonucleasa VIII està codifica pel gen recE d'Escherichia coli. S'uneix a l'extrem 5' i degrada una doble cadena d'ADN no circular a mononucleòtids. Posseeix una taxa catalítica de 19 nucleòtids per segon i actua principalment en processos de reparació d'ADN i mutacions.

### Exonucleases 3'→ 5' i 5'→ 3'

#### Exonucleasa VII
Es tracta d'un tipus d'exonucleasa que actua des de qualsevol extrem d'una cadena monocatenària, forma oligonucleòtids i manté una activitat plena en EDTA, que quelifica els cations divalents. Tot això fa que es distingeixi de les exonucleases I i III.
Aquesta E.Coli nucleasa quan actua en direcció 5’→3, té la capacitat de degradar llargues cadenes d'ADN monocatenari per a escindir dímers de pirimidina i altres lesions. Una deficiència d'exonucleases VII pot provocar que augmenti el risc de mutacions en la recombinació.

| Enzim            | Substrat preferent | Polaritat       |
| ---------------- | ------------------ | --------------- |
| Exonucleasa I    | ssDNA              | 3' → 5’         |
| Exonucleasa III  | dsDNA              | 3' → 5’         |
| Exonucleasa VII  | ssDNA              | 5' → 3' 3' → 5’ |
| Exonucleasa VIII | dsDNA              | 5' → 3'         |
| Exonucleasa λ    | dsDNA              | 5' → 3'         |
| Exonucleasa T    | ssDNA              | 3' → 5’         |
| RecJ Exonucleasa | ssDNA              | 5' → 3'         |

## Processivitat de les exonucleases
La processivitat és la capacitat que tenen alguns enzims de catalitzar reaccions consecutives sense alliberar-se del substrat. La processivitat de les exonucleases es pot quantificar mitjançant el nombre de nucleòtids que alliberen en cada unió amb la cadena. L'exonucleasa I, exonucleasa VIII, λ exonucleasa i la RecJ exonucleasa són enzims amb una alta processivitat. Aquestes romanen unides al substrat alliberant milers de nucleòtids per minuts fins a trobar una senyal que facilita la seva alliberació. En el cas de l'exonucleasa I, la presència d'una regió de doble cadena d'ADN provoca que es dissociï del substrat.
D'altra banda, l'exonucleasa III i la T exonucleasa no posseeixen aquesta capacitat de processivitat, són enzims distributius, es dissocien del substrat després de cada succés catalític alliberant tan sols un nucleòtid.

## Correcció de proves: Exonucleasa 3’→5’
Les exonucleases 3 '→ 5' que estan associades a la polimerasa són les encarregades de catalitzar l'eliminació de nucleòtids a partir de l'encebador, produint així monofosfats desoxirribonucleòtids (dNMP).
La millora de la precisió de la polimerasa, també anomenada correcció de proves, té lloc a causa de les diferències de velocitat intrínseca de l'exonucleasa per al parell de bases que són de base compatibles i de bases no compatibles.
El substrat preferit per a l'activitat d'exonucleasa sobre un parell de bases correcte, és un parell de bases no associat al primer (encebador) terminal (el 3'OH). No obstant, un parell de bases de Watson-Crick al primer terminal, és el substrat preferit per a l'activitat de la polimerasa sobre un terme que és incorrecte.
El resultat de la competència catalítica entre la incorporació de nucleòtids per l'activitat de la polimerasa i l'eliminació d'errors per l'activitat de la exonucleasa, reflecteix l'eficàcia de la discriminació d'errors per una ADN polimerasa.
Els factors que regeixen aquesta competència que redueixen l'eficiència de la correcció d'exonucleases, inclouen una alta concentració de desoxirribonucleòtids trifosfats (dNTP), que actuen per impulsar la reacció de la polimerasa i la inhibició del producte final de l'exonucleasa per excés de dNMP.
Com que les lesions d'ADN alteren tant la seva estructura (termoestabilitat), com la taxa d'extensió del parell base per l'activitat de la polimerasa, és raonable preveure que la partició cinètica natural dels substrats d'ADN entre els llocs actius de polimerasa i exonucleasa es veurà interrompuda per danys en l'ADN.

## Síntesi de translesió i l'exonucleasa 3 '→ 5'
L'activitat d'exonucleasa 3 '→ 5' modula el processament de lesions d'ADN mitjançant ADN polimerases. A escala bioquímica, l'efecte de les lesions d'ADN sobre la reacció de la polimerasa pot ser inhibitori, causant la terminació de la cadena no inhibitòria i que posteriorment dona lloc a la síntesi de translesió (TLS).
Genèticament,TLS pot ser no mutagènic, depenent de si s'incorpora una base correcta o incorrecta enfront de la lesió.
Les polimerases amb deficiència d'exonucleases realitzen TLS sovint, en canvi les polimerases eficients en exonucleases no. Això suggereix que l'exonucleasa contribueix a la inhibició de la síntesi de l'ADN.
Si comparem formes d'ADN polimerasa ineficient en exonucleases i exonucleases, podem entendre la importància independent de les activitats polimeritzadores i exonucleolítiques que realitza l'ADN polimerasa. La gran capacitat d'eliminar els errors induïts per lesions que realitza l'exonucleasa no només depèn de la lesió de l'ADN, sinó que també depèn de la polimerasa específica.